# Episodi di Chesapeake Shores (quinta stagione)
La quinta stagione della serie televisiva Chesapeake Shores, composta da 10 episodi, è stata trasmessa negli Stati Uniti da Hallmark Channel, dal 15 agosto al 17 ottobre 2021.
In Italia, la stagione è trasmessa su Rai 2 a partire dal 2 luglio 2022. La serie completa uscirà su Netflix il 30 agosto 2022. 
| nº | Titolo originale                  | Titolo italiano Rai                  | Prima TV USA      | Prima TV Italia |
| -- | --------------------------------- | ------------------------------------ | ----------------- | --------------- |
| 1  | A Kiss Is Still a Kiss            | Un bacio è pur sempre un bacio       | 15 agosto 2021    | 2 luglio 2022   |
| 2  | Nice Work If You Can Get It       | Davvero bello, se riesci a ottenerlo | 22 agosto 2021    | 2 luglio 2022   |
| 3  | Are the Stars Out Tonight?        | Ci sono le stelle stanotte?          | 29 agosto 2021    | 9 luglio 2022   |
| 4  | Happy Trails                      | Sentieri felici                      | 5 settembre 2021  | 9 luglio 2022   |
| 5  | They Can't Take That Away From Me | Non possono portarmelo via           | 12 settembre 2021 | 16 luglio 2022  |
| 6  | Love Is Here to Stay              | L'amore non passerà                  | 19 settembre 2021 | 16 luglio 2022  |
| 7  | What's New?                       | Che c'è di nuovo                     | 26 settembre 2021 | 23 luglio 2022  |
| 8  | Where or When?                    | Dove e quando                        | 3 ottobre 2021    | 23 luglio 2022  |
| 9  | What a Difference a Day Makes     | Che differenza può fare un giorno?   | 10 ottobre 2021   | 30 luglio 2022  |
| 10 | That Old Feeling                  | A quel tempo                         | 17 ottobre 2021   | 30 luglio 2022  |